# Anna Nitschmann

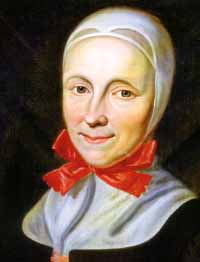
Anna Nitschmann

Anna Nitschmann (* 24. November 1715 in Kunewald, Mähren; † 21. Mai 1760 in Herrnhut, Sachsen) gehörte seit 1725 der Herrnhuter Brüdergemeine an. Sie war seit 1730 Leiterin der ledigen Frauen, Predigerin, evangelische Missionarin und wurde ab 1745 Mutter der Kirche genannt. Seit 1757 war sie die zweite Ehefrau von Nikolaus Ludwig von Zinzendorf.

## Leben
Anna Nitschmann wurde am 24. November 1715 in Kunewald im mährischen Kuhländchen geboren. Ihre deutschstämmige Familie gehörte der evangelischen Gemeinschaft der Böhmischen Brüder an, die in ihrer Heimat durch die Gegenreformation verfolgt wurde. In dieser Gemeinschaft wurde zusammen gesungen und gebetet, Laien predigten, auch Frauen und Kinder waren mitbeteiligt, und Anna durfte bereits als Kind in den Versammlungen ein Gebet sprechen. Ihr Vater David Nitschmann und ihr ältester Bruder Melchior wurden 1724 verhaftet, weil sie während einer Erweckungsbewegung in ihrem Haus verbotene Versammlungen durchführten. Sie konnten aus dem Gefängnis fliehen. Der Vater ging nach Herrnhut, wo die pietistische Gutsherrin Henriette Catharina von Gersdorff böhmischen Glaubensflüchtlingen Zuflucht bot, und holte 1725 Anna, ihren Bruder Johann und ihre Mutter nach. Sie kamen nach einem dreiwöchigen Fußmarsch im Winter am 24. Februar 1725 in Herrnhut an. Melchior starb nach einer weiteren Verhaftung 1728 im Gefängnis.

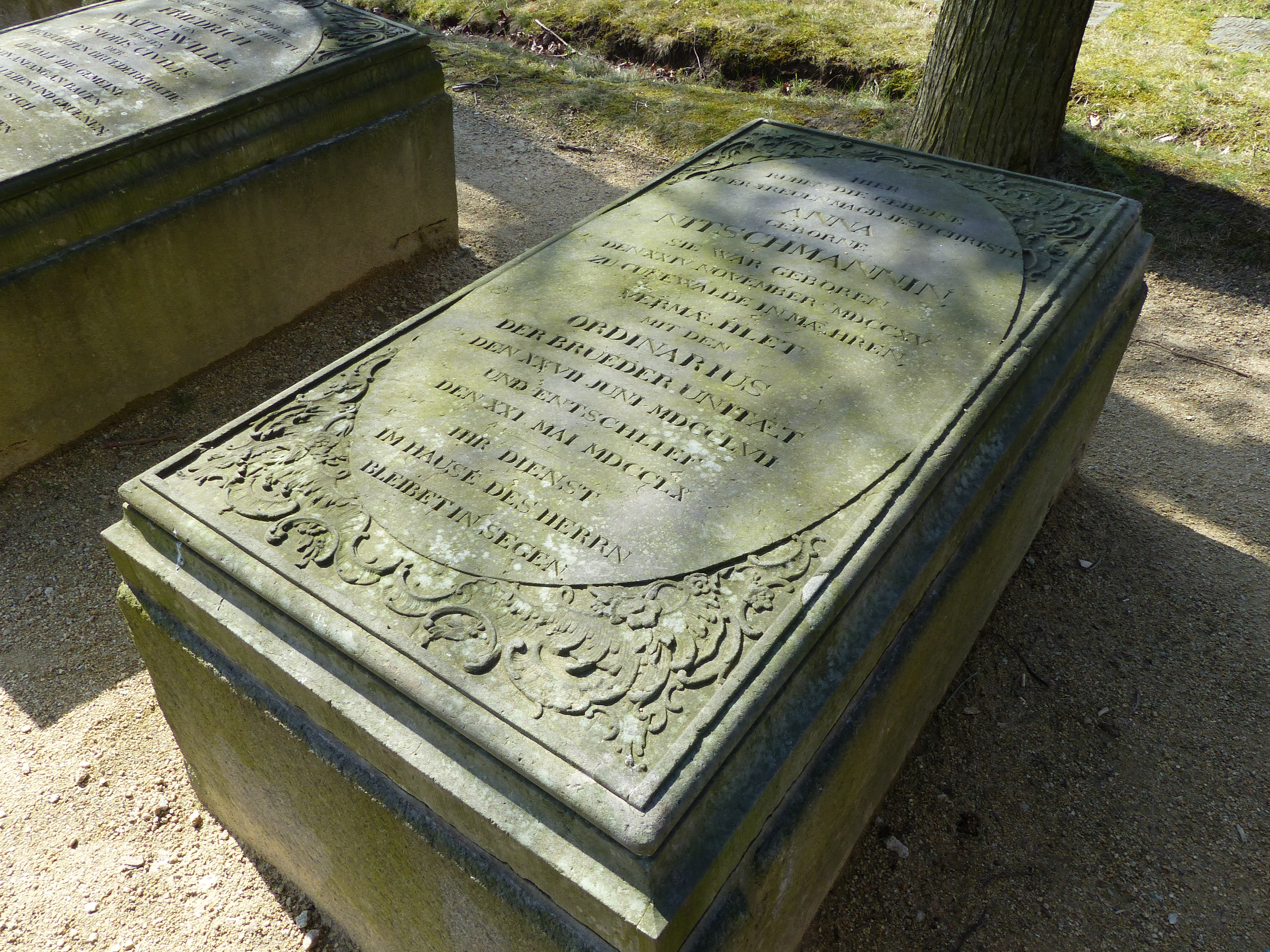
Grab von Anna Nitschmann auf dem Herrnhuter Gottesacker

Nach dem Tod seiner Großmutter begann Zinzendorf 1726, die aus verschiedenen protestantischen Konfessionen zusammengesetzte böhmische Flüchtlingsgemeinde zu einer Gemeinschaft zusammenzufassen und ihr neue Lebensregeln zu geben, nach der jedes Mitglied ein Amt in für Frauen und Männer parallelen, hierarchischen Organisationen zugewiesen bekam. Das Bauernmädchen Anna Nitschmann erhielt eine gute Ausbildung und beschäftigte sich mit den Schriften von Mystikerinnen wie Hildegard von Bingen, Mechthild von Magdeburg und Madame de Guyon.
Bereits mit vierzehn Jahren wurde Anna Nitschmann 1730 per Los zur Leiterin, der sogenannten „Ältestin“, der unverheirateten jungen Frauen gewählt. Zinzendorf, den sie „Papa“ nannte, ermahnte sie, die Wahl nicht anzunehmen, aber Anna Nitschmann verwies darauf, dass es Gottes Entscheidung durch das Los gewesen sei, und sie die Wahl daher nicht ablehnen könne. Nur wenige Wochen nach der Wahl gründete sie mit 17 anderen jungen Frauen eine Gruppe, die sich Jesus durch eine Art mystische Ehe so fest verbunden wussten, dass eine irdische Ehe zweitrangig wurde. Auf diesem „Jungfernbund“ baute der „Ledigen Schwestern Chor“ mit klosterähnlicher Organisation, eigenem Wohnhaus und Konzentration auf den diakonischen Dienst auf. Viele dieser Frauen waren später als Missionarinnen tätig. Am 26. Januar 1733 konnte Anna Nitschmann mit 13 weiteren Schwestern in das neue Jungfernhaus einziehen, wie das Haus der ledigen Schwestern damals hieß.
Anna Nitschmann, die im „Ledigen Schwestern Chor“ eine Funktion ähnlich wie eine Äbtissin innehatte, wurde als „selige Jüngerin“ zum Vorbild für die Frauen in Herrnhut. Wie den anderen jungen Frauen wurde auch ihr in den 1730er Jahren ein durch Los zugeteilter Ehepartner vorgestellt. Die erste vorgeschlagene Ehe lehnte sie ab, weil sie dafür ihr Amt als Ältestin hätte aufgeben müssen. Mit dem zweiten ihr von der Gemeinde zugedachten Ehemann, dem Missionar Johann Leonhard Dober, der ebenfalls eine leitende Rolle in der Brüdergemeine innehatte, einigte sie sich im gegenseitigen Einverständnis, auf eine Ehe zu verzichten, um frei von irdischen Verpflichtungen Jesus dienen zu können.
Sie selbst lebte seit 1734 als Erzieherin von Zinzensdorfs 1725 geborener ältester Tochter Benigna in dessen Haushalt. Dort kam sie nicht nur in Kontakt mit der adligen Lebensumwelt der Zinzendorfs, sondern auch mit pietistischen Theologen wie Friedrich Christoph Oetinger und Friedrich Christoph Steinhofer, mit denen sie zwischen 1735 und 1737 korrespondierte. Als Zinzendorf 1736 aus Sachsen verbannt wurde und mit seinen Mitarbeitern auf Pilgerreise ging, um neue Gemeinden zu gründen, begleitete Anna Nitschmann ihn und unterstützte den Aufbau neuer Gemeinden wie beispielsweise in Herrnhaag.
Im Jahre 1740 wurde sie mit ihrem Vater und ihrem Cousin in die Dreizehn Kolonien nach Nordamerika gesandt, um in Vorbereitung für Zinzendorfs Reise unter den deutschsprachigen Siedlern zu wirken und Kontakte zu anderen protestantischen Kongregationen zu knüpfen, die sich im religiös toleranten Pennsylvanien niedergelassen hatten. Als Zinzendorf und seine Tochter ein Jahr später eintrafen, beherrschte sie bereits so gut Englisch, dass sie ihnen als Übersetzerin dienen konnte.
Im folgenden Jahr wirkte sie beim Aufbau der Gemeinschaften von Bethlehem und Nazareth mit und gründete zusammen mit Anna Margarethe Bechtel eine Mädchenschule in Germantown bei Philadelphia. Zwar war sie vor allem für die Mission unter den Frauen der deutschen Auswanderer zuständig, predigte aber auch vor englischsprachigen Gemeinschaften wie den Quäkern und unternahm teils mit Zinzendorf und seiner Tochter, teils allein Missionsreisen zu den indigenen Völkern der Umgebung.
Nach ihrer Rückkehr nach Deutschland 1743 wurde sie zur Generalältestin und damit zur verantwortlichen Leiterin aller Frauen der weltweiten Brüdergemeine ernannt. In den folgenden Jahren reiste sie deshalb viel durch Europa. In Riga war sie wegen ihres Glaubens für einige Tage inhaftiert. Vermutlich war sie, die 1745 den Titel Mutter der Kirche erhielt, auch zur Pastorin oder sogar Bischöfin ordiniert worden. Zwar liegen darüber keine direkten Quellen vor, es ist aber bekannt, dass sie gleichberechtigt mit dem Bischof Zinzendorf ab 12. Mai 1758 die erste offiziell dokumentierte Einsegnung von Frauen für ihren Dienst leitete.
1755 sprachen Zinzendorf und sie an der Synode der Ledigen Schwestern Chöre, zu denen 55 Chöre mit ungefähr 3000 Frauen gehörten. Es gab von ihr gegründete Chöre in den Baltischen Staaten, Deutschland, England, Grönland, Irland und in den Dreizehn Kolonien Nordamerikas. Ein Jahr später zählten die Chöre bereits 4200 ledige Frauen.
Zinzendorfs Beziehung zu Anna Nitschmann belastete dessen Frau Erdmuthe Dorothea von Zinzendorf, die in Herrnhut zurückblieb und insgesamt 12 Kinder bekam, sehr. Ein Jahr nach Erdmuthe Dorotheas Tod am 19. Juni 1756 willigte Anna Nitschmann schließlich in die Ehe mit Zinzendorf ein. Sie wurden am 27. Juni 1757 in aller Stille von Johann Leonhard Dober auf Schloss Berthelsdorf getraut. Anna Nitschmann behielt ihren Namen und blieb im Haus der Ledigen Schwestern wohnen. Erst im November 1758 gaben sie ihre Eheschließung offiziell bekannt. Nur anderthalb Jahre später erkrankte Anna Nitschmann schwer und starb am 21. Mai 1760, keine zwei Wochen nach dem Tod ihres Mannes.

## Schriften und Lieder
In ihrer Funktion als Seelsorgerin der Mädchen und Frauen verfasste Nitschmann zahlreiche Briefe, Reden und Predigten, die wie ihr „Lebenslauf“ im Archiv in Herrnhut aufbewahrt wurden. Während ihr Lebenslauf gedruckt wurde, wurden ihre weiteren Akten vergessen oder vernichtet, um sie als Leiterin und Predigerin zu marginalisieren. Erst im Jahr 1999 wurden im Archiv der Herrnhuter Brüdergemeine 37 bisher unbekannte Predigten von Frauen entdeckt, von denen 21 von Anna Nitschmann stammten. Sie schrieb auch Lieder für das Gesangbuch der Brüdergemeine. Die Ausgabe von 1741 enthielt 56 Lieder aus ihre Feder. Allerdings haben ihre Lieder, anders als Lieder Zinzendorfs, keinen Einzug in das landeskirchliche Gesangbuch gefunden. Elf ihrer Lieder befinden sich aber noch in der Ausgabe des Gesangbuchs der Brüdergemeine von 1967. Die bekanntesten ihrer Lieder sind:
- Das ist's, verwund'te Liebe
- Die Einfalt und die Herzlichkeit
- Die Nähe und Fern
- Du erstgeborner Bruder
  - First born of many brethren, thou
- Du treuer Seelenbräutigam
- Du wunderguter Heiland
- Fass mich an mit neuer Gnade
- Gott Lob, dass seine Gnadenhand
- Herein, Gesegneter des Herrn
- Herr Jesu Christ, mein Leben
- Herr Jesu, der du uns bestellt
- Herr, dir ist nichts zu wenig nur
- Hier werfen sich verbundne Glieder
- In den ersten Gnadentagen
- Leib und Seel und Geist wird rege
- Mein Heiland, dass ich ohne dich
- Mein Heiland, deine Liebe
- Mit einem tief gebeugten Sinn
- Nun hierzu sage Amen!
- O wie ist mir doch so wohl
- Treuer Freund, hier ist mein Herz
- Unsre Seele harrt auf ihn
- Verlobter König

## Vermächtnis und Gedenken
Anna Nitschmanns Stellung als führende Frau der Brüdergemeine wurde schon zu ihren Lebzeiten idealisiert. Parallel zu dem „Jünger“ Zinzendorf wurde sie als die „Jüngerin“ bezeichnet und trug den Titel „Mutter der Kirche“. In den Schwesterhäusern der Herrnhuter Gemeinden auf der ganzen Welt hing ihr Porträt. Die Ledigen Schwestern begingen jährlich ihren Geburtstag. Bereits zu ihrem 30. Geburtstag 1745 wurde ein Sammelbild gedruckt, das in bunten Bildern ihr Leben vom Hirtenmädchen bis zur Predigerin und Missionarin darstellte. Auch in diesen Funktionen genoss sie Anerkennung.
Doch nur wenige Jahre nach ihrem Tod beschnitten Zinzendorfs Nachfolger die Stellung der Frauen in der Brüdergemeine aus Rücksicht auf die damalige Gesellschaft – und die lutherische Kirche, der sich die Brüdergemeine zunehmend annäherte. Die Frauenordination wurde bald wieder abgeschafft. Auch Frauen, die vorher in leitenden Stellungen gestanden hatten, fanden sich auf die Rolle der Unterstützerin ihres zugelosten Ehemannes reduziert. Auch Anna Nitschmanns Andenken und zahlreiche ihrer Schriften fielen dieser Neuinterpretation der weiblichen Rolle zum Opfer. Selbst ihre Grabinschrift auf der monumentalen Grabplatte links von Zinzendorf – rechts von ihm war seine erste Frau bestattet – enthält nicht ihre Titel und Funktionen in der Brüdergemeine, sondern nur die Mitteilung, dass sie mit einem – namentlich nicht genannten (!) – „Ordinarius“ verheiratet gewesen sei. Ihre Grabplatte wurde jedoch erst sechs Jahre nach ihrem Tod erstellt, wo Nitschmanns Leichnam zuvor bestattet war, ist bis ins 21. Jahrhundert unklar.
In Erinnerung an Nitschmann trägt das Altenpflegeheim in Herrnhut den Namen Anna-Nitschmann-Haus. Im Jahr 2021 wurde an der Moravian University in Bethlehem, Pennsylvania, die Anna Nitschmann Society ins Leben gerufen, eine philanthropische Gesellschaft von Frauen für Frauen.